# اللغة الرومانشية
اللغة الرومانشية هي أحد اللغات الرسمية الأربعة في سويسرا إلى جانب الألمانية، والفرنسية، والإيطالية وهي لغة لاتينية قديمة.